# Цикл анекдотів про слонів
Анекдоти про слонів - це жарти у формі абсурдної загадки, головоломки, а часто навіть послідовність обох, що містить згадку про слона. Жарти про слонів були захопленням в 1960-х роках, і багато людей згенерували величезну кількість їх просто використовуючи створену формулу(шаблон). Іноді вони пов'язані з пародіями або каламбурами. 
Приклади:(англ.)

## Історія
У 1960 році компанія L.M. Becker Co із Еплтона, штат Вісконсин випустила набір з 50 карток з назвою «Слонячі жарти"(англ. Elephant Jokes). Слон жарти вперше з'явилася в США в 1962 році. Вони були вперше зареєстровані в влітку 1962 року в Техасі, і поступово поширилися по всій території США, досягнувши Каліфорнії в січні / лютому 1963 року. До липня 1963 року, слона жарти були всюдисущі і можуть бути знайдені в газетних колонках, журналах Тайм та Севентін. І мільйони людей, що працюють аби побудувати більше жартів за тією ж формулою.

## Структура
Жарти про слонів базуються на абсурдності та невідповідності їх гумору, і контрасті з нормальними уявленнями і знаннями про слонів. Вони засновуються на абсурдистських міркування про те, що наприклад єдиний спосіб виявити слона в своїй ванні або в своєму холодильнику — це запах його дихання, або присутність слідів на маслі; що якщо знайти слона, то за звичкою він буде одягнений у черницю; що слон може вилізти на вишню; що слон буде лакувати свої нігті, і цього в свою чергу буде достатньо, щоб приховати це і щоб стати непомітним. 
Жарти про слонів часто є пародіями на загадки звичайних малих дітей, відповідями на які як правило є загальновідомі предмети та явища - яйце, сніг, день. У слонячих загадках, відповідь навпаки є дивовижною та абсурдною і її не можливо відгадати, якщо не знати кульмінаційного моменту.
Девід Річі описує жарти про слонів як зміну двох кадрів із розширеням рамок сприйняття події. Анекдот про слона у ванній містить перехід від першого реалістичного кадру, в якому "слони не могли бути знайдені де-небудь поруч зі мною у ванній", до фантастичної зміни обрамлення та акцентування у другому кадрі, де в свою чергу реальність логічно зруйнована тому, що "жодна з явних ознак слонів (наприклад, розмір і колір) не актуалізується, а натомість значення  надається зовсім вторинним асоціаціям що стосуються любові слонів до споживання арахісу". Автор стверджує, що гумор у жартах про слонів виникає через протиріччя між «логічною і очікуваною схемою відповіді" на загадку, та фактично абсурдною кульмінацією.(англ.) 
Жарти про слонів є радше сукупністю поєднаних загадок, аніж окремими автономними і є поєднанням абсурду із подальшим використанням несподіваної логічної структури відповідей, які випливають із попередніх і впливають на наступні.

## Символізм
Жарти про слонів на думку багатьох коментаторів є символом культури Сполучених Штатів і Великої Британії  1960-х. Елліот Орінг відзначає, що жарти про слонів послабили кліше і формули звичайних запитань і відповідей, поставили під сумнів загальновизнану мудрість, кинули виклик авторитету традиційних знань. Він провів паралель між феноменом анекдотів про слонів і контркультурою 1960-х, заявивши, що "вивільнення було мета обох", вказуючи на сексуальну революцію і зазначивши, що «напевно це було не випадково, що багато хто в слоножартах наголошував на вторгненні сексу в найшкідливіші місця.»(англ.)

## Приклади
- Г. Чому слоник фарбує свої нігті червоним лаком?

П. Так легше сховатися на полуничній грядці.
- Г. Що може свідчити про присутність слона у ванні разом з тобою?

П. Запах арахісу його подиху.
- Г. Як дізнатися, що слон побував у твоєму холодильнику?

П. За відбитками на маслі, сирі, сирковому кремі.
- Г. Котра година, якщо слон сидить на твоєму паркані?

П. Час будувати новий паркан.